# Aname exulans
Espèce
Aname exulans est une espèce d'araignées mygalomorphes de la famille des Anamidae.

## Distribution
Cette espèce est endémique du Mid West en Australie-Occidentale,. Elle se rencontre sur les Houtman Abrolhos.

## Description
Le mâle holotype mesure 20,0 mm et la femelle paratype 25,8 mm.

## Publication originale
- Harvey, Gruber, Hillyer & Huey, 2020 : « Five new species of the open-holed trapdoor spider genus Aname (Araneae: Mygalomorphae: Anamidae) from Western Australia, with a revised generic placement for Aname armigera. » Records of the Western Australian Museum, vol. 35, p. 10-38.